# Astripomoea lachnosperma
Astripomoea lachnosperma är en vindeväxtart som först beskrevs av Jacques Denys Denis Choisy, och fick sitt nu gällande namn av Adrianus Dirk Jacob Meeuse. Astripomoea lachnosperma ingår i släktet Astripomoea och familjen vindeväxter. Inga underarter finns listade i Catalogue of Life.